# 今が人生〜飛翔編〜
「今が人生〜飛翔編〜」（いまがじんせい〜ひしょうへん〜）は、森山直太朗6枚目のシングル。2004年8月4日発売。発売元はユニバーサルミュージック。

## 概要
本作は2004年5月26日発売アルバム『新たなる香辛料を求めて』収録曲の「今が人生」をシングルカットの際に新録音した。
2004年9月中旬迄の完全期間限定出荷商品であるが、CDショップ等で在庫があれば現在でも購入できる。歌詞や曲調はアルバム・ヴァージョンと大差無いが、「飛翔編」では「IMA-JIN Choir」という一般人で構成されたコーラス隊がバックコーラスを務めフレンチ・ホルンやトランペットのブラス・セッションのアレンジがなされている。
カップリング曲はライブなどで取り上げてきた「スキヤキ」が収録。
商品上の特徴はジャケットが無いことが挙げられる。直太朗が笑顔でピースをしている写真を印刷したCDが、透明のケースから見えている状態で事実上ジャケットの役割を果たしている。インターネット上の商品紹介で、一般的に四角であるCDのパッケージの画像が丸型になっていることが多いが、理由はCD画像をそのまま載せているため。歌詞カードやスタッフのリストも丸型の紙に記載されており、CDと一緒にケースに封入されている。

## 収録曲
全曲　作詞:森山直太朗/御徒町凧　作曲:森山直太朗　編曲:中村タイチ
1. 今が人生〜飛翔編〜　（フジテレビ系アテネオリンピック 応援歌）
2. スキヤキ
 こちらに収録されているのはアップテンポなアレンジバージョン。
 『傑作撰 2001〜2005』の隠しトラックとして収録されている「スキヤキ〜猫バージョン〜」もある。
ちなみにこちらはアコースティックアレンジであり、ライブではどちらのバージョンも披露されている。
ちなみに猫バージョンとは、歌詞で語尾が「にゃ」になる箇所があるため。